# Nati nel 1643
| Questa pagina contiene informazioni ricavate automaticamente dalle voci biografiche con l'ausilio del template Bio e di un bot. L'aggiornamento è periodico e automatico e ricostruisce completamente la pagina. Se manca una persona in questa lista, sei pregato di non aggiungerla, ma accertati piuttosto che la sua voce biografica contenga il template Bio e che i dati anagrafici siano correttamente compilati. Se il template Bio manca, inseriscilo tu stesso o, in alternativa, metti l'avviso {{tmp\|Bio}} che ne segnala la mancanza. Se i dati riportati sono sbagliati, correggi direttamente la voce biografica; le modifiche saranno visibili in questa lista entro pochi giorni. Per chiarimenti vedi il progetto biografie. La lista contiene solo le 78 persone che sono citate nell'enciclopedia e per le quali è stato implementato correttamente il template Bio. Pagina aggiornata al 2 ago 2025. |

## Gennaio(3)
- 2 gennaio - Eleonora d'Este, principessa e religiosa italiana († 1722)
- 11 gennaio - Antonio Nasini, pittore e presbitero italiano († 1715)
- 16 gennaio - Carlo Palma, vescovo cattolico italiano († 1718)

## Febbraio(3)
- 15 febbraio - Giovanni Antonio Solinas, gesuita e missionario italiano († 1683)
- 24 febbraio - Orazio Marinali, scultore italiano († 1720)
- 25 febbraio - Ahmed II, sultano ottomano († 1695)

## Marzo(7)
- 4 marzo - Fran Krsto Frankopan, scrittore e politico croato († 1671)
- 16 marzo - Jacques de Goyon de Matignon, vescovo cattolico francese († 1727)
- 17 marzo - Fabrizio Spada, cardinale italiano († 1717)
- 21 marzo - Virginia Benedetta Chierichetti, religiosa italiana († 1718)
- 23 marzo - María de León Bello y Delgado, religiosa spagnola († 1731)
- 25 marzo - Louis Moréri, storico francese († 1680)
- 29 marzo - Louis Phélypeaux, politico e funzionario francese († 1727)

## Aprile(2)
- 3 aprile - Carlo V di Lorena, nobile († 1690)
- 14 aprile - Filippo Notarbartolo Cipolla, principe († 1708)

## Maggio(4)
- 4 maggio - José Sarmiento y Valladares, spagnolo († 1708)
- 5 maggio - Carlo Antonio Casnedi, teologo e gesuita italiano († 1725)
- 7 maggio - Stephanus Van Cortlandt, politico statunitense († 1700)
- 14 maggio - Giacomo Amato, architetto italiano († 1732)

## Luglio(6)
- 3 luglio - Alessandro Stradella, compositore italiano († 1682)
- 3 luglio - Johann Ernst von Thun und Hohenstein, arcivescovo cattolico austriaco († 1709)
- 15 luglio - Henri Arnaud, religioso francese († 1721)
- 25 luglio - Louis Abry, pittore e scrittore belga († 1720)
- 26 luglio - Burchard de Volder, fisico e matematico olandese († 1709)
- 29 luglio - Enrico III Giulio di Borbone-Condé, principe francese († 1709)

## Agosto(4)
- 14 agosto - Prospero Mandosio, storico e drammaturgo italiano († 1724)
- 18 agosto - Guglielmo Ludovico di Anhalt-Harzgerode, nobile tedesco († 1709)
- 21 agosto - Alfonso VI del Portogallo, sovrano († 1683)
- 24 agosto - Emmanuel Théodose de La Tour d'Auvergne, nobile e cardinale francese († 1715)

## Settembre(7)
- 3 settembre - Lorenzo Bellini, medico, anatomista e poeta italiano († 1703)
- 14 settembre - Alvise Cima, pittore e cartografo italiano († 1710)
- 14 settembre - Joseph de Jouvancy, latinista francese († 1719)
- 17 settembre - Francis Howard, V barone Howard di Effingham, nobile inglese († 1694)
- 18 settembre - Gilbert Burnet, vescovo anglicano e storico scozzese († 1715)
- 26 settembre - Marcantonio Grillo, III marchese di Clarafuente, nobile italiano († 1706)
- 28 settembre - Filippo di Lorena, nobile francese († 1702)

## Ottobre(2)
- 1º ottobre - Angelo Legrenzi, medico e scrittore italiano († 1708)
- 14 ottobre - Bahadur Shah I, sovrano indiano († 1712)

## Novembre(5)
- 9 novembre - Christina Anna Skytte, svedese († 1677)
- 16 novembre - Jean Chardin, gioielliere, viaggiatore e scrittore francese († 1713)
- 21 novembre - Georg Samuel Doerfel, astronomo e teologo tedesco († 1688)
- 22 novembre - René Robert Cavelier de La Salle, esploratore francese († 1687)
- 23 novembre - Eberhard von Danckelmann, politico tedesco († 1722)

## Dicembre(4)
- 1º dicembre - Ferdinando II Filippo Gonzaga, nobile italiano († 1672)
- 5 dicembre - Giovanni Battista Anguisciola, arcivescovo cattolico e diplomatico italiano († 1707)
- 7 dicembre - Giovanni Battista Falda, incisore italiano († 1678)
- 26 dicembre - Ernest Alexandre Dominique d'Arenberg, generale belga († 1686)

## Senza giorno specificato(31)
- Carlo Berlingeri, arcivescovo cattolico italiano († 1719)
- Giovan Battista Boncori, pittore italiano († 1699)
- Johannes Bredenburg, filosofo olandese († 1691)
- François de Camps, presbitero, numismatico e antiquario francese († 1723)
- Giacomo Cantelli, cartografo italiano († 1695)
- David Carnegie, III conte di Northesk, nobile scozzese († 1688)
- Marc-Antoine Charpentier, compositore francese († 1704)
- Jean-Baptiste Denys, medico francese († 1704)
- Dominik Mikołaj Radziwiłł, nobile e politico polacco († 1697)
- Claude Duval, brigante francese († 1670)
- Giuseppe Gaetani d'Aragona, patriarca cattolico, diplomatico e nobile italiano († 1710)
- Filippo Gherardi, pittore italiano († 1704)
- Ludovico Gimignani, pittore italiano († 1697)
- Giuseppe Giosafatti, scultore italiano († 1730)
- Sebastiano Giribaldi, teologo italiano († 1720)
- Kiyohara Yukinobu, pittrice giapponese († 1682)
- Michel Maille, scultore francese († 1703)
- Carlo Marcellini, stuccatore, scultore e architetto italiano († 1713)
- Pietro Marchitelli, violinista italiano († 1729)
- Francesco Mazzuoli, architetto e scultore italiano († 1692)
- Nathan di Gaza, profeta ottomano († 1680)
- Pirro Maria Gabrielli, medico italiano († 1705)
- Luigi Quaini, pittore italiano († 1717)
- Johann Adam Reincken, organista e compositore tedesco († 1722)
- Pandolfo Reschi, pittore polacco († 1699)
- Antonio Rolli, pittore italiano († 1695)
- Francesco Scala, pittore italiano († 1698)
- Godfried Schalcken, pittore olandese († 1706)
- Tsewang Rabtan († 1727)
- Diego de Vargas, spagnolo († 1704)
- Ilona Zrínyi, nobile ungherese († 1703)